# Васил Попов (кмет)
Вижте пояснителната страница за други личности с името Васил Попов.
Васил Попов е български партизанин и политик.

## Биография
Роден е през 1906 година във великотърновското село Бяла река. Първоначално завършва за строителен инженер в град Бърно. Премества се да живее във Варна през 1936 година и по това време става член на БКП. По време на Втората световна война става член на бойна група и излиза в нелегалност. През 1942 година е арестуван и лежи в затвора до 1944 година. От 1957 година става кмет на Варна, пост на който остава до 1959 година. В периода 1959 – 1962 година е заместник-председател на Градския народен съвет. По негово време се изграждат курортите Златни пясъци и Дружба. От 1949 до 1981 година е общински съветник.